# Wilhelm Hinner
Wilhelm Hinner, né le 13 octobre 1868 à Endersdorf dans l'arrondissement de Grottkau, province de Silésie et mort le 9 avril 1930, est un rosiériste allemand. 'Gruss an Aachen' est son obtention la plus répandue aujourd'hui, créée lorsqu'il travaillait chez Geduldig.

## Biographie
Wilhelm Hinner travaille chez le fameux horticulteur Peter Lambert à partir de 1897, puis s'installe en 1900 en partenariat avec Nicola Welter, mais un an plus tard il ouvre à son compte son propre établissement à Trèves (avec une interruption entre 1906 et 1908 où il est employé chez Philipp Geduldig à Aix-la-Chapelle). En 1902, son catalogue comprend une soixantaine de variétés. En 1908, Hinner s'installe à Lohhausen, près de Düsseldorf où il demeure jusqu'au milieu des années 1920. À partir de 1897, il écrit régulièrement dans le Gartenwelt. 
Parmi ses obtentions, l'on peut signaler les hybrides de thé 'Pharisäer' (1901), de couleur rose saumon, 'Farbenkönigin' (1902), de couleur rose argenté ; 'Goldelse' (1902), de couleur jaune ; le fameux 'Gruss an Aachen' (avant 1908), de couleur rose ; 'Rote Pharisäer' (1926), de couleur rouge.